# Rad-Bundesliga 2025

Logo der Bundesliga

Die Rad-Bundesliga 2025 ist eine Rennserie ab April 2025, die von German Cycling ausgerichtet wird.
Bei den Männern stehen ab 5. April in diesem Jahr acht Rennen im Kalender, zwei weniger als 2024. Die Junioren haben ab 13. April auch acht Rennen. Nahezu unverändert bleibt das Programm der Frauen ab 13. April. Es werden auch Mannschaften aus den Niederlanden und Frankreich an den Start gehen.

## Termine
| Termin     | Name                                          | Ort               | Sieger Männer     | Sieger Frauen/Jun            | Sieger Junioren      |
| ---------- | --------------------------------------------- | ----------------- | ----------------- | ---------------------------- | -------------------- |
| 05.04.     | Straßenrennen                                 | Schweigen         | Ole Theiler       | –                            | –                    |
| 06.04.     | Straßenrennen                                 | Rheinzabern       | –                 | Lydia Ventker                | –                    |
| 13.04.     | Straßenrennen                                 | Steinfurt         | –                 | Magdalena Leis               | Victor Wedekind      |
| 21.04.     | Straßenrennen                                 | Schönaich         | –                 | –                            | Moritz Mauss         |
| 11.05.     | Erzgebirgsrundfahrt                           | Chemnitz          | Johannes Adamietz | –                            | –                    |
| 25.05.     | Main-Spessart-Rundfahrt                       | Karbach           | –                 | Linda Riedmann               | Jonathan Schipkowski |
| 14./15.06. | Straßenrennen                                 | Gippingen/Schweiz | Johannes Adamietz | –                            | Lenny Karstedt       |
| 27.06.     | DM Einzelzeitfahren                           | Kaiserslautern    | Miguel Heidemann  | Katharina Fox                | –                    |
| 01./06.07  | Deutsche Meisterschaften im Bahnradsport 2025 | Dudenhofen        | –                 | Messane Bräutigam Leni Bauer | Attila Höfig         |
| 20.07.     | Rad am Ring                                   | Nürburgring       | Johannes Adamietz | –                            | –                    |
| 27.07.     | Kriterium Rund um das Stadttheater            | Gießen            | –                 | Fabienne Jährig              | –                    |
| 10.08.     | Straßenrennen                                 | Bellheim          | Jonathan Rottmann | –                            | –                    |
| 16./17.08. | Straßenrennen                                 | Langenweißbach    |                   | –                            |                      |
| 31.08.     | DM Einzelzeitfahren                           | Genthin           | –                 | (nur Juniorinnen)            |                      |
| 06.09.     | Einzelzeitfahren                              | Bad Dürrheim      | –                 |                              | –                    |
| 07.09.     | Straßenrennen                                 | Bad Dürrheim      |                   | –                            |                      |
| 08.09.     | Straßenrennen                                 | Bad Dürrheim      |                   | −                            |                      |
| 14.09.     | Straßenrennen                                 | Wenholthausen     | −                 |                              | −                    |